# Grallina
Grallina es un género de aves paseriformes nativas de Australia y Nueva Guinea.

## Especies
Se reconocen dos especies:
- Grallina cyanoleuca (Latham, 1801) – grallina australiana;		
  - G. c. cyanoleuca (Latham, 1801);
  - G. c. neglecta Mathews, 1912;
- Grallina bruijnii Salvadori, 1876 – grallina papú.